# 白崎橋
白崎橋（しろさきばし）は、新潟県東蒲原郡阿賀町白崎 - 吉津の阿賀野川に架かる国道49号（重用・国道459号）の橋長310 m（メートル）の桁橋。

## 概要
阿賀野川渡河部延長265 mと旧道高架橋部延長45 mからなり、前者は鋼4径間連続箱桁、後者は鋼単純合成鈑桁2連を採用した。
- 形式 - 鋼4径間連続箱桁橋+鋼単純合成鈑桁橋2連
- 橋格 - 1等橋 (TL-20)+雪荷重 (100 kg/m3)
- 橋長 - 310.000 m
  - 径間割 - (60.0 m + 2×72.0 m + 60.0 m) + 2×21.55 m
- 幅員
  - 総幅員 - 10.600 m
  - 有効幅員 - 10.000 m
  - 車道 - 7.000 m
  - 歩道 - 両側1.500 m
- 下部工 - 控え壁式橋台・箱型ラーメン式橋台・円筒張出式橋脚
- 基礎 - 井筒基礎
- 床版 - 鉄筋コンクリート
- 施工 - 横河橋梁製作所[注釈 1]
- 架設工法 - 手延べ工法

## 歴史
会津街道は越後新発田と会津を結んでいたが、津川以西は諏訪峠を経由し現在の国道49号とはルートが異なる。現在の国道49号に相当する津川 - 水原間は、阿賀野川沿いの急峻な地形を行くため冬季は積雪や地すべりのため交通が途絶し夏季に辛うじて通れるほどの道であったため主に阿賀野川を船で行き来していた。現在のルートの前身は1882年（明治15年）に福島県令に就任した三島通庸によって改良された若松 - 新潟間のルートである（いわゆる会津三方道路の1つ）。これは1882年（明治15年）8月に着工し1884年（明治17年）8月に完成を迎え郡道に指定された。その後1920年（大正9年）4月1日に県道として認定され、道路法改正により1953年（昭和28年）5月18日に二級国道115号新潟平線となり、1963年（昭和38年）に一級国道49号となり同年に直轄区間となった。この区間は当時であっても断崖や地すべり地帯、落石雪崩注意箇所、狭小な幅員、急勾配、冬季の多量の積雪と悪条件が多く冬期には交通が途絶する状態であったことから新潟工事事務所によって一次改築を行うこととなった。
現道は阿賀野川を渡河せず川沿いを走るルートであり、一次改築ではこの区間を岩津橋と白崎橋によって阿賀野川を渡河しバイパスするものした。白崎橋は下部工にはニューマチックケーソン工法を採用したが、河床は玉石や転石が混合しており中空ケーソンでは沈下しなかったため中実ケーソンに切り替えられた。同時期に施工された釣浜橋では床版に亀裂が生じたため水荷重工法を開発しこれを採用した。
2か年国債により1967年度（昭和42年度）に着工し、下部工と取り付け道路を前田建設工業により1967年（昭和42年）10月6日から1968年（昭和43年）9月15日までの工期で、上部制作を横河橋梁製作所により1967年（昭和42年）10月27日から1968年（昭和43年）5月8日までの工期で、上部工架設を横河橋梁製作所により1968年（昭和43年）6月8日から12月7日までの工期で、床版工を横河工事により1969年（昭和44年）4月12日から8月29日までの工期で施工された。